# Jean Vallée (réalisateur)
Pour les articles homonymes, voir Jean Vallée et Vallée (homonymie).
Jean Vallée, né le 20 juillet 1899 à Mondeville (Calvados) et mort le 19 juillet 1979 à Antibes (Alpes-Maritimes), est un réalisateur français.

## Biographie
Jean Marie Albert Vallée a réalisé les deux premiers films français tournés en couleur, Jeunes Filles à marier en 1935 et La Terre qui meurt en 1936, tous deux produits par la société Paris Color Films.

## Filmographie
- 1931 : L'Anglais tel qu'on le parle (assistant réalisateur)
- 1935 : Jeunes Filles à marier
- 1936 : La Terre qui meurt
- 1937 : Les Hommes sans nom
- 1938 : Le Cœur ébloui
- 1952 : Les Surprises d'une nuit de noces
- 1953 : L'Étrange Amazone